# Stadtteile von Amsterdam

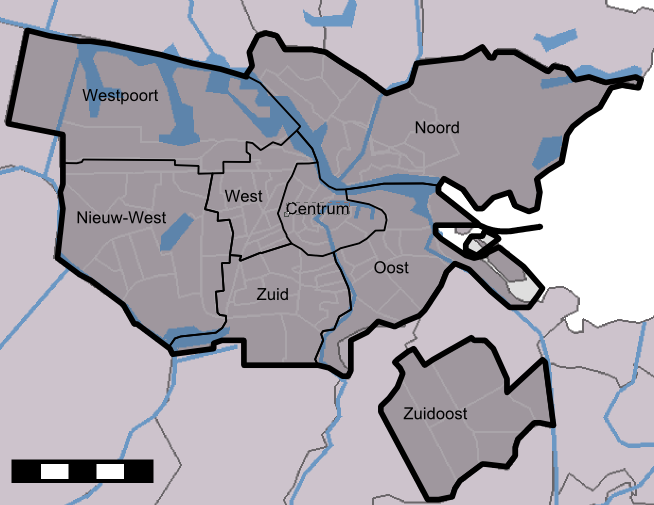
Stadtbezirke von Amsterdam (Stand: 1. Mai 2010, noch ohne Weesp)

Die Stadt Amsterdam war seit der Neugliederung vom 1. Mai 2010 in sieben + einen (= das Gewerbe- und Industriegebiet Westpoort) Stadtbezirk (niederländisch stadsdeel) unterteilt. Davor gab es 14 Bezirke, von denen drei unverändert blieben und die anderen zu vier neuen Bezirken fusionierten. Mit dem 24. März 2022 wurde die bis dahin selbständige Stadt und Gemeinde Weesp als neunter Stadtbezirk nach Amsterdam eingemeindet. Jeder Stadtbezirk hat eine eigene Bezirksverwaltung und ein gewähltes Bezirkskomitee. Die Stadtbezirke sind unterteilt in die nachfolgend aufgelisteten 110 Stadtteile von Amsterdam (niederländisch wijken). Schließlich sind die Stadtteile in insgesamt 508 Wohnviertel (niederländisch buurten) gegliedert.

## Stadtteile im StadtbezirkAmsterdam-Centrum
- Haarlemmerbuurt, Burgwallen-Nieuwe Zijde, Burgwallen-Oude Zijde, Nieuwmarkt/Lastage, Oostelijke Eilanden/Kadijken, Weesperbuurt/Plantage, De Weteringschans, Grachtengordel-Zuid, Grachtengordel-West und Jordaan.[2]

## Stadtteile im StadtbezirkAmsterdam-Noord
- Oostzanerwerf, Noordelijke IJ-oevers West, Tuindorp Oostzaan, Kadoelen, Banne Buiksloot, Volewijk, IJplein/Vogelbuurt, Elzenhagen, Noordelijke IJ-oevers Oost, Tuindorp Buiksloot, Buikslotermeer, Nieuwendammerdijk/Buiksloterdijk, Tuindorp Nieuwendam, Waterlandpleinbuurt und Waterland.[2]

## Stadtteile im StadtbezirkAmsterdam-Oost
- Oostelijk Havengebied, Zeeburgereiland/Nieuwe Diep, IJburg West, IJburg Oost, IJburg Zuid, Middenmeer, Betondorp, Frankendael, Omval/Overamstel, Weesperzijde, Transvaalbuurt, Oosterparkbuurt, Dapperbuurt, Indische Buurt West und Indische Buurt Oost.[2]

## Stadtteile im StadtbezirkAmsterdam-Weesp
- Bloemendalerpolder, Oostelijke Vechtoever, Aetsveldsepolder, Aetsveld, Weesp Zuid, Weesp Binnenstad, Hogewey und Weesp Noord.[2]

## Stadtteile im StadtbezirkAmsterdam-Zuidoost
- Bijlmer Centrum, Bijlmer Oost, Driemond, Nellestein, Gein, Holendrecht/Reigerbos und Amstel III/Bullewijk.[2]

## Stadtteile im StadtbezirkAmsterdam-Zuid
- Museumkwartier, Oude Pijp, Nieuwe Pijp, Zuid Pijp, IJselbuurt, Rijnbuurt, Scheldebuurt, Buitenveldert Oost, Buitenveldert West, Zuidas, Prinses Irenebuurt e.o., Stadionbuurt, Hoofddorppleinbuurt, Schinkelbuurt, Willemspark und Apollobuurt.[2]

## Stadtteile im StadtbezirkAmsterdam-Nieuw-West
- Bedrijventerrein Sloterdijk, Slotermeer-Noordoost, Slotermeer-Zuidwest, Overtoomse Veld, Westlandgracht, Sloter-/Riekerpolder, Slotervaart Noord, Slotervaart Zuid, Osdorp-Oost, Osdorp-Midden, De Punt, Middelveldsche Akerpolder, Lutkemeer/Ookmeer, Eendracht und Geuzenveld.[2]

## Stadtteile im StadtbezirkAmsterdam-Westpoort
- Keine Unterteilung in Stadtteile, sondern lediglich in folgende Viertel (niederländisch buurten): Afrikahaven, Amerikahaven, Westhaven Noord, Westhaven Zuid, Petroleumhaven, Vervoerscentrum, Coenhaven/Mercuriushaven und Alfa-driehoek.[2]

## Stadtteile im StadtbezirkAmsterdam-West
- Sloterdijk, Spaarndammer- en Zeeheldenbuurt, Houthavens, Centrale Markt, Staatsliedenbuurt, Frederik Hendrikbuurt, Kinkerbuurt, Da Costabuurt, Van Lennepbuurt, Helmersbuurt, Vondelbuurt, Overtoomse Sluis, Westindische Buurt, Chassébuurt, Hoofdweg e.o., Geuzenbuurt, Van Galenbuurt, Erasmuspark, De Kolenkit und Landlust.[2]

## Bedeutung
In der deutschen und der niederländischen Sprache haben einzelne Begriffe verschiedene Bezeichnungen beziehungsweise andere Bedeutungen. Der Begriff Stadtbezirk mit eigener Bezirksvertretung nennt sich im niederländischen „Stadsdeel“ und „Stadsdeelraad“. Wörtlich wäre dies im deutschen Sprachgebrauch: „Stadtteil“ und „Stadtteilrat“. Ein „Stadsdeel“ (Stadtbezirk) besteht in Amsterdam wiederum aus „Wijken“ (Stadtteilen) und „Buurten“ (Wohnvierteln).